# Деніел Тревор
Деніел Тревор Ніл (28 вересня 1994 року) — американський співак і автор пісень. Він став відомим завдяки своєму вірусному синглу «Falling» 2018 року, який потрапив у чарти понад двадцяти країн. Його дебютний студійний альбом Nicotine вийшов у березні 2020 року.

## Кар'єра
Уперше Деніел здобув свою популярність у 2017 році завдяки треку "Pretend". А вже у 2018 році він підписав контракт з Internet Money на студійний запис з лейблами Alamo та Interscope.
Деніел випустив мініальбом Homesick у 2018 році, а наступного року — Restless. У першому з них був сингл «Falling», який вийшов у жовтні 2018 року. Проте популярність пісня здобула у 2019, завдяки TikTok. Цей хіт став його першим синглом в американському чарті Billboard Hot 100 , зайнявши 17 сходинку .  «Falling» також була представлена в альбомі Nicotine.
Зараз він працює над своїм другим альбомом під назвою «Sad Now Doesn’t Mean Sum Forever».
| Трек                                                                              | Рік  | Пікова позиція в чарті | Пікова позиція в чарті | Пікова позиція в чарті | Пікова позиція в чарті | Пікова позиція в чарті | Пікова позиція в чарті | Пікова позиція в чарті | Пікова позиція в чарті | Пікова позиція в чарті | Пікова позиція в чарті | Сертифікація                                                                              | Альбом                |
| Трек                                                                              | Рік  | US                     | US R&B/HH              | AUS                    | CAN                    | FRA                    | IRE                    | NLD                    | NZ                     | SWI                    | UK                     | Сертифікація                                                                              | Альбом                |
| --------------------------------------------------------------------------------- | ---- | ---------------------- | ---------------------- | ---------------------- | ---------------------- | ---------------------- | ---------------------- | ---------------------- | ---------------------- | ---------------------- | ---------------------- | ----------------------------------------------------------------------------------------- | --------------------- |
| "Youth"                                                                           | 2017 | —                      | —                      | —                      | —                      | —                      | —                      | —                      | —                      | —                      | —                      |                                                                                           | Non-album singles     |
| "Pretend"                                                                         | 2017 | —                      | —                      | —                      | —                      | —                      | —                      | —                      | —                      | —                      | —                      |                                                                                           | Non-album singles     |
| "With You"                                                                        | 2018 | —                      | —                      | —                      | —                      | —                      | —                      | —                      | —                      | —                      | —                      |                                                                                           | Non-album singles     |
| "Mirror"                                                                          | 2018 | —                      | —                      | —                      | —                      | —                      | —                      | —                      | —                      | —                      | —                      |                                                                                           | Non-album singles     |
| "Face It"                                                                         | 2018 | —                      | —                      | —                      | —                      | —                      | —                      | —                      | —                      | —                      | —                      |                                                                                           | Non-album singles     |
| "Wake Up"                                                                         | 2018 | —                      | —                      | —                      | —                      | —                      | —                      | —                      | —                      | —                      | —                      |                                                                                           | Non-album singles     |
| "Drive"                                                                           | 2018 | —                      | —                      | —                      | —                      | —                      | —                      | —                      | —                      | —                      | —                      |                                                                                           | Non-album singles     |
| "Falling"                                                                         | 2018 | 17                     | 11                     | 13                     | 13                     | 21                     | 12                     | 11                     | 17                     | 11                     | 14                     | - RIAA: 4× Platinum - ARIA: 2× Platinum - BPI: Platinum - RMNZ: Platinum - SNEP: Platinum | Homesick and Nicotine |
| "Trouble"                                                                         | 2019 | —                      | —                      | —                      | —                      | —                      | —                      | —                      | —                      | —                      | —                      |                                                                                           | Non-album single      |
| "Paranoid"                                                                        | 2019 | —                      | —                      | —                      | —                      | —                      | —                      | —                      | —                      | —                      | —                      |                                                                                           | Restless              |
| "Never"                                                                           | 2019 | —                      | —                      | —                      | —                      | —                      | —                      | —                      | —                      | —                      | —                      |                                                                                           | Non-album singles     |
| "Forgot"                                                                          | 2019 | —                      | —                      | —                      | —                      | —                      | —                      | —                      | —                      | —                      | —                      |                                                                                           | Non-album singles     |
| "Past Life" (solo or with Selena Gomez)                                           | 2020 | 77                     | —                      | —                      | 68                     | —                      | 89                     | —                      | —                      | —                      | —                      | - RIAA: Gold - MC: Gold                                                                   | Nicotine              |
| "Fingers Crossed" (with Julia Michaels)                                           | 2021 | —                      | —                      | —                      | —                      | —                      | —                      | —                      | —                      | —                      | —                      |                                                                                           | That Was Then         |
| "Alone"                                                                           | 2021 | —                      | —                      | —                      | —                      | —                      | —                      | —                      | —                      | —                      | —                      |                                                                                           | That Was Then         |
| "Dadada"                                                                          | 2021 | —                      | —                      | —                      | —                      | —                      | —                      | —                      | —                      | —                      | —                      |                                                                                           | That Was Then         |
| "Extremes" (with Alan Walker)                                                     | 2022 | —                      | —                      | —                      | —                      | —                      | —                      | —                      | —                      | —                      | —                      |                                                                                           | В очікуванні          |
| "—" denotes a recording that did not chart or was not released in that territory. |      |                        |                        |                        |                        |                        |                        |                        |                        |                        |                        |                                                                                           |                       |